# Зубковщина
Зубко́вщина (рос. Зубковщина) — село у складі Каримського району Забайкальського краю, Росія. Входить до складу Маякинського сільського поселення.

## Населення
Населення — 78 осіб (2010; 119 у 2002).
Національний склад (станом на 2002 рік):
- росіяни — 88 %